# Nistos (Fluss)
Der Nistos ist ein kleiner Fluss in Frankreich, der im Département Hautes-Pyrénées in der Region Okzitanien verläuft. Er entspringt im östlichen Gemeindegebiet von Sarrancolin, beim Skigebiet Nistos-Cap Nestès, entwässert generell Richtung Nordnordost und mündet nach rund 18 Kilometern im Gemeindegebiet von Mazères-de-Neste als rechter Nebenfluss in die Neste.
Der Fluss ändert in seinem Verlauf mehrfach den Namen:
- Ruisseau des Orcès im Quellbereich,
- Ruisseau de Lère im Oberlauf,

und nimmt erst in der Gemeinde Nistos seinen definitiven Namen an.

## Orte am Fluss
(Reihenfolge in Fließrichtung)
- Cap Nestès, Gemeinde Sarrancolin
- Gerlé, Gemeinde Nistos
- Bas Nistos, Gemeinde Nistos
- Seich
- La Serre, Gemeinde Bize
- Beaurepaire, Gemeinde Montégut
- Lombrès
- Aventignan